# Оксалат кобальта(II)

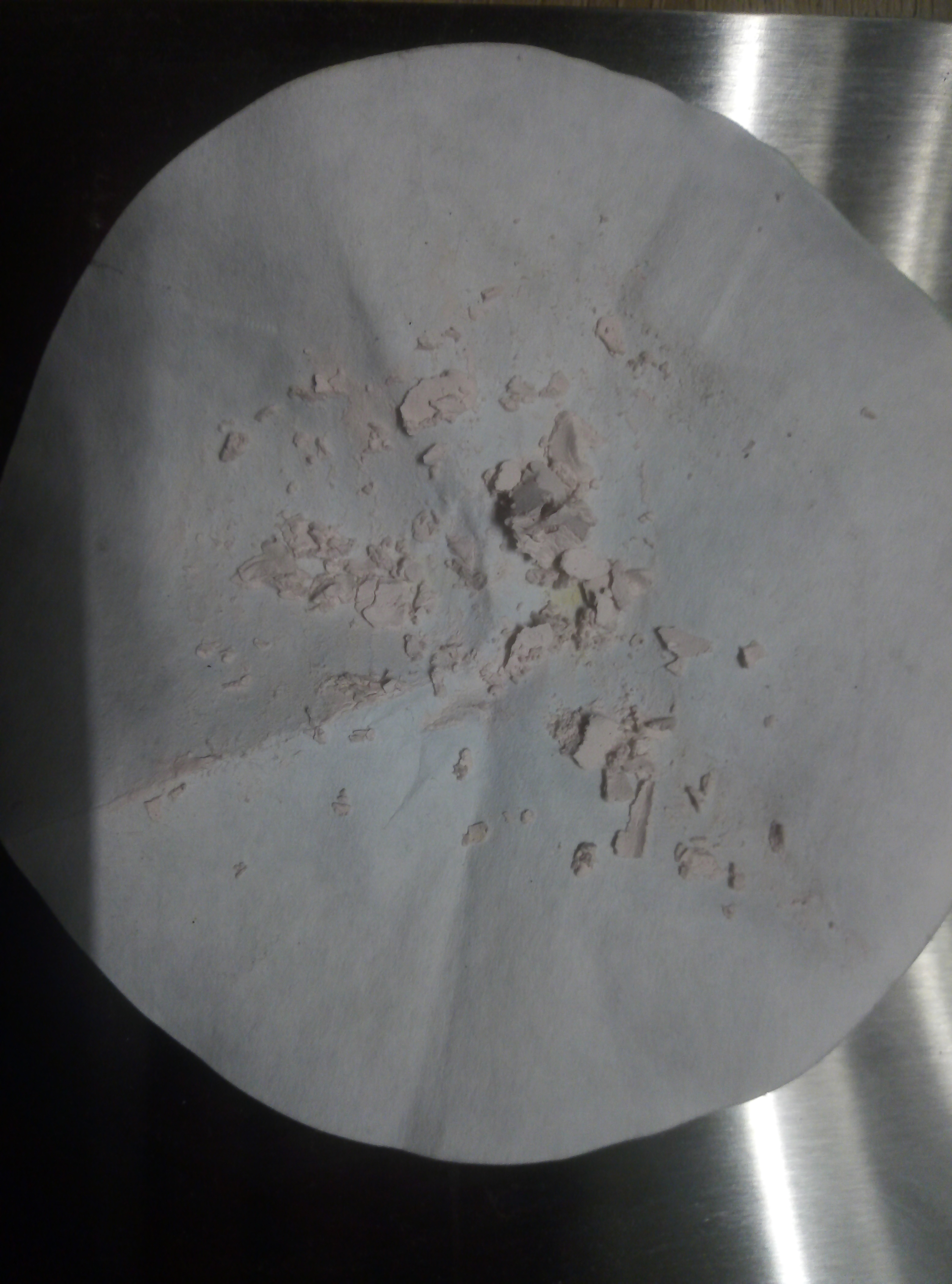
Внешний вид оксалата кобальта.

Оксалат кобальта(II) — неорганическое соединение,
соль кобальта и щавелевой кислоты с формулой CoC2O4,
бледно-розовые кристаллы,
не растворяется в воде,
образует кристаллогидраты.

## Получение
- Обменная реакция:

{\displaystyle {\mathsf {CoSO_{4}+Na_{2}C_{2}O_{4}\ {\xrightarrow {}}\ CoC_{2}O_{4}\downarrow +Na_{2}SO_{4}}}}

## Физические свойства
Оксалат кобальта(II) образует бледно-розовые кристаллы.
Не растворяется в воде.
Образует кристаллогидраты состава CoC2O4•n H2O, где n = 2, 2½ и 4.

## Химические свойства
- Разлагается при нагревании:

{\displaystyle {\mathsf {3CoC_{2}O_{4}\ {\xrightarrow {250^{o}C}}\ Co_{3}O_{4}+4CO+2CO_{2}}}}